# 民安街道 (湛江市)
民安街道是中华人民共和国广东省湛江市麻章区下辖的一个街道办事处。实际则由湛江经济技术开发区管辖，位于东海岛的西部。民安街道总面积76平方公里，下辖10个行政村，总人口58995人。

## 行政区划
民安街道下辖以下村级行政区划单位：
西山村、文亚村、西湾村、龙湾村、新安村、三星村、丹寮村、三明村、调旧村和中和村。